# Șanțul corpului calos

Faţa medială a emisferei cerebrale.

Șanțul corpului calos (Sulcus corporis callosi) sau sinusul corpului calos, este un șanț  (fisură) adânc de 8-12 milimetri, pe suprafața medială a emisferei cerebrale, care separă fața superioară a corpului calos de marginea inferioară a girusului cingular. El înconjoară partea convexă a corpului calos. Șanțul corpului calos este larg posterior, îngust și superficial anterior, se continuă direct cu șanțul hipocampului la nivelul spleniului corpului colos. Șanțul corpului calos găzduiește artera cerebrală anterioară, nervii Lancisi (stria longitudinală medială) și taenia tecta (stria longitudinală laterală).